# イーストベール
イーストベール（Eastvale）は、アメリカ合衆国カリフォルニア州のリバーサイド郡にある都市。人口は6万9757人（2020年）。ロサンゼルスの東80キロメートルに位置している。

## 概要
2010年に誕生した若い市である。それまでは国勢調査指定地域（CDP）だった。周囲の自治体がベッドタウン化していく中、1990年代後半まで純粋な農業地域だった。しかし、開発が始まってからの進度は速く20年足らずで郊外都市に変貌した。2020年アメリカ合衆国国勢調査によれば人口の27.8パーセントはアジア系アメリカ人である。

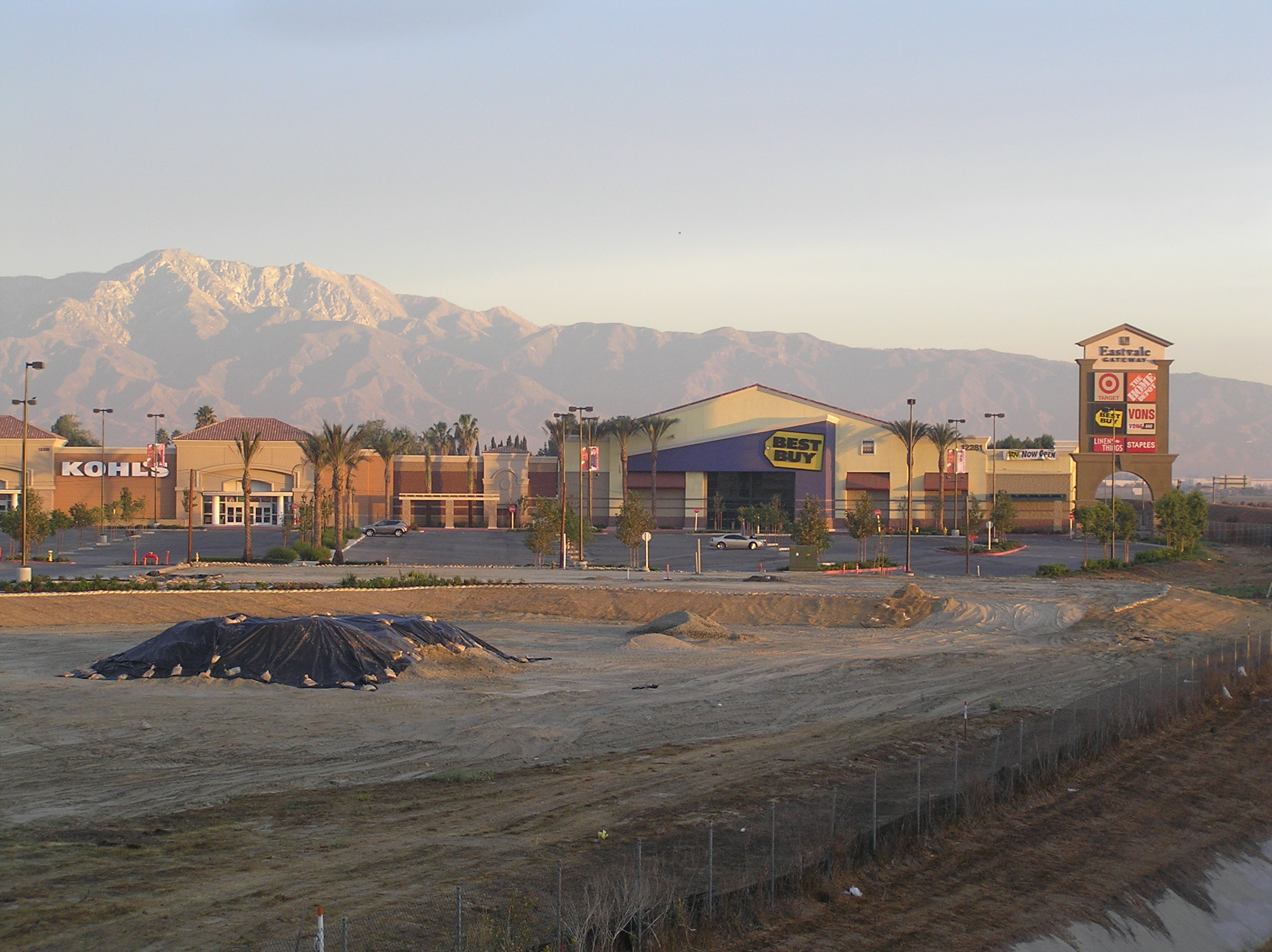
ショッピングセンター